# DSR (motoryzacja)
DSR (ang. Dynamic Steering Response - dynamiczna odpowiedź sterowania) – system podpowiedzi ruchu kierownicy, który w razie potrzeby potrafi wykonać lekki manewr kierownicą kontrujący moment obrotowy samochodu występujący w czasie poślizgu.
W sytuacji hamowania na nawierzchni o różnej przyczepności (np. prawe koła na lodzie a lewe na śniegu) wystąpi tendencja do obrócenia pojazdu. ESP w takiej sytuacji odpowiednio skoryguje siły hamowania kół co może wydłużyć drogę hamowania. DSR dzięki skontrowaniu toru jazdy kierownicą może uzyskać krótszą drogę hamowania niż przy użyciu samego systemu ESP.
DSR wykorzystuje do sterowania kierownicą silnik wspomagania kierownicy, a do detekcji momentu obrotowego wykorzystuje system ESP.